# Cursa Infantil Adaptada al Barri Gòtic
Cursa Infantil Adaptada al Barri Gòtic és una cursa celebrada a Barcelona per defensar els drets de la infància amb discapacitat, també per visibilitzar la manca d'espais i recursos perquè les criatures amb mobilitat reduïda puguin fer esport o activitats de lleure. Els organitzadors explicaren que la cursa es plantejava com una pràctica esportiva d'autosuperació, i que els nens i nenes no competien entre ells sinó amb si mateixos. Les distàncies a recórrer es marcaven segons la seva pròpia situació física i podien ser de 10, 20 o 30 metres.

## Història
Se celebrà per primera vegada el 14 d'agost de 2021 (emmarcant-se en les festes de Sant Roc del barri Gòtic) i en la seva primera edició comptà amb fins a 30 nens i nenes inscrits, que participaren amb caminadors, cadires de rodes, fèrules segons les dificultats de motricitat. La idea de la Cursa Infantil Adaptada sorgí per la inquietud d'Emma Joana, una nena de sis anys amb espina bífida i que es desplaça amb caminador, que un dia anant amb sa mare pel carrer li va dir que volia fer una cursa. Noemí Font, la mare d'Emma Joana posà en marxa la idea i l'any 2021 se celebrà la primera edició, que tot i les mesures restrictives per la Covid-19, assolí la xifra de 30 infants amb mobilitat reduïda inscrits, algun fins i tot provinent de Madrid. Diverses empreses i comerciants es bolcaren de manera solidària en la iniciativa, fos imprimint les samarretes o els cartells, o col·laborant amb els lots d'obsequis per als participants, entre les quals l'associació de comerciants Barna Centre i Fem Gòtic que hi han donat suport de forma oficial. L'organitzadora, Noemí Font, explicà que l'Ajuntament de Barcelona havia proposat que es participés en la Cursa adaptada de la Mercè, amb un recorregut de 2 quilòmetres, però aquesta es considerava una distància massa gran per a la majoria d'infants. Iniciatives de curses adaptades ja se celebraven també a l'octubre a altres barris com a l'Eixample Esquerre, i al desembre a la Sagrera. I altres municipis, com Girona, s'interessaren també per organitzar-ne una. L’octubre de 2021 ja s'havien organitzat curses als barris barcelonins del Gòtic, Eixample, Sant Andreu, a la ciutat de Vic, Girona, Sant Feliu de Llobregat, Sabadell, i Lleida.